# Dominica ved sommer-OL 2016
Dominica deltog ved Sommer-OL 2016 i Rio de Janeiro, Brasilien fra d. 5 august til den 21. august.

## Atletik
Dominikanske atleter har hidtil opnået kvalificerende standarder i følgende atletikbegivenheder (op til et maksimum på 3 atleter i hver begivenhed):
| Atlet             | Event             | Kvalifikation | Kvalifikation | Finale      | Finale      |
| Atlet             | Event             | Distance      | Position      | Distance    | Position    |
| ----------------- | ----------------- | ------------- | ------------- | ----------- | ----------- |
| Yordanys Durañona | Trespring, herrer | NM            | —             | Ikke videre | Ikke videre |
| Thea LaFond       | Trespring, damer  | 12.82         | 37            | Ikke videre | Ikke videre |